# Automatisches Subjekt
Nach Karl Marx verwandelt sich im Kapitalismus der Wert in der Zirkulationssphäre in ein automatisches Subjekt.

## Begriff bei Marx
Im Kapitel Verwandlung von Geld in Kapital seines 1867 erschienenen Werkes Das Kapital erläutert Marx die allgemeine Formel des Kapitals (G – W – G´). Er verwendet die Symbole „G“ für Geld, „W“ für Ware und „–“ für Tausch. Damit notiert er die unterschiedlichen Zirkulationsformen des Kapitals: einerseits die Warenzirkulation W – G – W (daher eine auf Gebrauchswerte ausgerichtete Zirkulation von Waren), auch einfache Zirkulation genannt, und andererseits die Geldzirkulation (daher eine auf den Tauschwert von Waren ausgerichtete Zirkulation) G – W – G (bzw. G - W - G´; Geld - Ware - Mehr Geld, da ein Tausch gleich großer Mengen an Geld zwecklos ist), auch kurz als Zirkulation schlechthin bezeichnet. Marx schreibt:

„Die selbständigen Formen, die Geldformen, welche der Wert der Waren in der einfachen Zirkulation annimmt, vermitteln nur den Warenaustausch und verschwinden im Endresultat der Bewegung. In der Zirkulation G – W – G funktionieren dagegen beide, Ware und Geld, nur als verschiedne Existenzweisen des Werts selbst, das Geld seine allgemeine, die Ware seine besondre, sozusagen nur verkleidete Existenzweise. Er geht beständig aus der einen Form in die andre über, ohne sich in dieser Bewegung zu verlieren, und verwandelt sich so in ein automatisches Subjekt. Fixiert man die besondren Erscheinungsformen, welche der sich verwertende Wert im Kreislauf seines Lebens abwechselnd annimmt, so erhält man die Erklärungen: Kapital ist Geld, Kapital ist Ware. In der Tat aber wird der Wert hier das Subjekt eines Prozesses, worin er unter dem beständigen Wechsel der Formen von Geld und Ware seine Größe selbst verändert, sich als Mehrwert von sich selbst als ursprünglichem Wert abstößt, sich selbst verwertet. Denn die Bewegung, worin er Mehrwert zusetzt, ist seine eigne Bewegung, seine Verwertung also Selbstverwertung. Er hat die okkulte Qualität erhalten, Wert zu setzen, weil er Wert ist. Er wirft lebendige Junge oder legt wenigstens goldne Eier.“

Im Folgenden charakterisiert er die Darstellung des Kapitals in der Zirkulationssphäre als „eine prozessierende, sich selbst bewegende Substanz, für welche Ware und Geld beide bloße Formen.“ Es ist darauf hingewiesen worden, dass Marx hier die Begriffe „Subjekt“ und „Substanz“ aufgreift, welche auch Georg Friedrich Hegel verwendet hat.

## Deutungen

### Verhältnis zu Hegel
Nach der Lesart Moishe Postones schlägt Marx vor, seine Kategorie des Kapitals analog zu Hegels Begriff des objektiven „Geistes“ zu verstehen, also als die Gesetzmäßigkeit gesellschaftlicher Beziehungen, die dem dialektischen Grundgesetz folgen (Selbstwerdung durch Sichanderswerden/Entfremdung). Daraus folge, dass die Gesellschaftsbeziehungen nicht alleine aus dem äußeren Phänomen der Klassenbeziehungen begriffen werden könnten, sondern im inneren Prinzip ihrer Entwicklung begründet seien. Marx gehe davon aus, dass Hegel das Verhältnis der menschlichen Beziehungen in der Gesellschaft zu einem inneren Prinzip der Entwicklung ähnlich aufgefasst habe.
Siehe auch „Homologiehypothese“

### Verhältnis zum Nationalsozialismus
Heinz Langerhans (1904–1976), Freund Karl Korschs und zeitweiliger Mitarbeiter am Frankfurter Institut für Sozialforschung, beurteilte im Jahre 1934 den Nationalsozialismus als „einheitliches Staatssubjekt Kapital“, welches das „automatischen Subjekt Kapital mit dem garanten Staat als besonderem Organ“ ersetzt habe. Bereits in der Krise des Ersten Weltkrieges ist durch Umstellung der Industrie zur Kriegsindustrie die Voraussetzung der Krise noch einmal gesetzt, und Vernichtung von nicht verwertbarem Wert zum Gegenstand der Produktion geworden.

Im Nationalsozialismus ist der Staat nicht mehr ideeller, sondern wirklicher Gesamtkapitalist:
„Das Staatssubjekt Kapital erzwingt sich das Monopol auf Klassenkampf. Die Zerschlagung aller Klassenorgane der Arbeiter ist seine erste Tat. Eine rücksichtslose soziale Pazifierungsaktion mit dem Zweck der ‘organischen’ Einfügung des Kapitalteils Lohnarbeit in den neuen Staat wird eingeleitet. Zugleich wird eine großzügige Reorganisation der Kapitalistenklasse vorgenommen (...). Das Staatssubjekt Kapital organisiert den inneren Markt, reguliert - ein nationales ‘Generalkartell’ - die Preise und verschärft damit zugleich die internationale Konkurrenz. (...).“
Die Entwicklung der Industrie und die soziale Pazifizierung stellten nach Langerhans zugleich auch Rüstung und Kriegsvorbereitungen dar.

### Wertkritische Deutungen
Versuche von Vertretern der Wertkritik, mit dem Begriff des automatischen Subjektes den Kapitalismus adäquat zu begreifen, gaben seit 1990 Anlass zu verschiedenen Kontroversen.
Die Nürnberger Krisis-Gruppe betrachtet den Wert als automatisches Subjekt, welches sich in Schüben mehr und mehr ausdehnt und schließlich untergeht:
„Der Wert als das automatische Subjekt kann nur existieren, indem er seinen Herrschaftsbereich durch die Umwandlung vor- und frühkapitalistischen Materials ausdehnt. Die bürgerliche Gesellschaft überwindet einstweilen ihre inneren Widersprüche, indem sie sie in eine die eigenen Vorformen verschlingende Expansionsbewegung übersetzt. Sobald die bürgerliche Form aber allein auf sich gestellt weiterbestehen soll, ist sie am Ende, und all ihre Emanationen geben nacheinander den Geist auf. [... ] Der Wert als das entdeckte geheime automatische Subjekt lässt sich nicht apologetisch besingen, er enthüllt sich nur in der Analyse seiner Unhaltbarkeit.“

Für die Freiburger Initiative Sozialistisches Forum (ISF) ist das Kapital das automatische Subjekt. Es ist die Realisierung von Gott, daher unverstehbar, und nur von außen zu kritisieren. Die „skandalöse Spitze und der denunziative Nerv der Kritik der politischen Ökonomie“ bestehen:

„In nichts anderem als darin, daß, was Jahrhunderte sich unter ‚Gott‘ nur im Ungefähren vorzustellen vermochten, in Begriff und Sache des Kapitals zum Bewegungsgesetz der Wirklichkeit geworden ist – zum ‚automatischen Subjekt‘. Diese leichthin gebrauchte Floskel hat noch keiner verstanden. Marx als Marxist am wenigsten, denn sie ist an sich und objektiv unverständlich, ist so objektiv arational, wie es sich für eine ‚verrückte Form‘ gehört.“
Kritiker dieser Interpretation argumentieren u. a. damit, dass durch die Behauptung der gesellschaftlichen Existenz des Kapitals als automatischem Subjekt die Vorrangigkeit des Kapitalverhältnisses vor dem Klassenverhältnis verteidigt werde, wodurch Marxismus zu einer konstruktiven und objektiven Theorie werde und seine „revolutionäre Vernunft“ verliere. Vertreter der Wertkritik kontern, dass es nach Marx eine Illusion sei, zu glauben, man könne Klassenverhältnisse beseitigen, ohne diejenigen Basiskategorien einer kapitalistischen Gesellschaft aufzuheben, die gesetzmäßig zur Klassenherrschaft führen, also Wert- und Warenproduktion. „Es ist ein ebenso frommer wie dummer Wunsch, daß der Tauschwert sich nicht zum Kapital entwickle oder die den Tauschwert produzierende Arbeit zur Lohnarbeit.“ (Marx, Grundrisse zur Kritik der politischen Ökonomie, MEW 42,189).